# Water in Historic City Centres

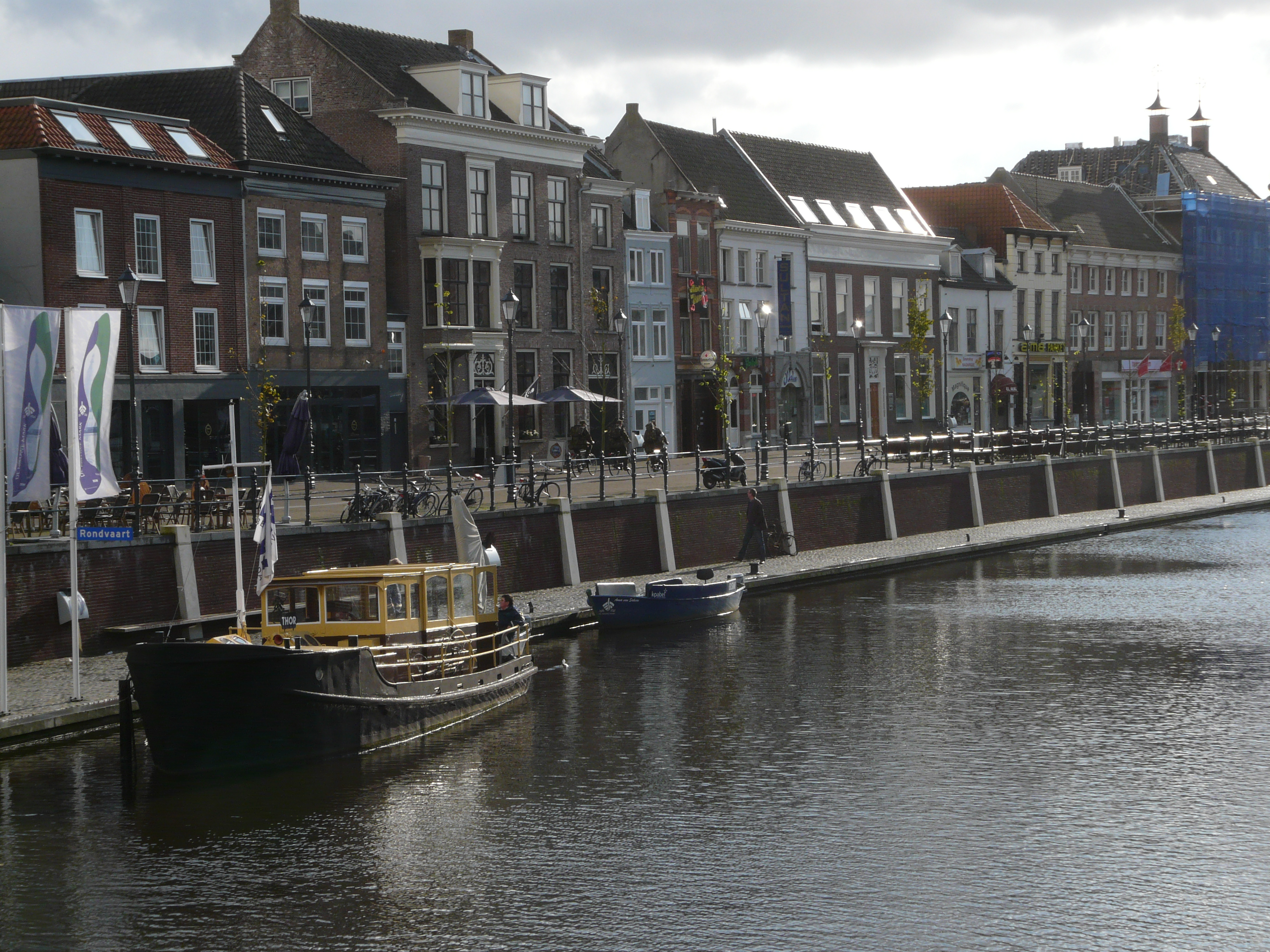
Haven van Breda

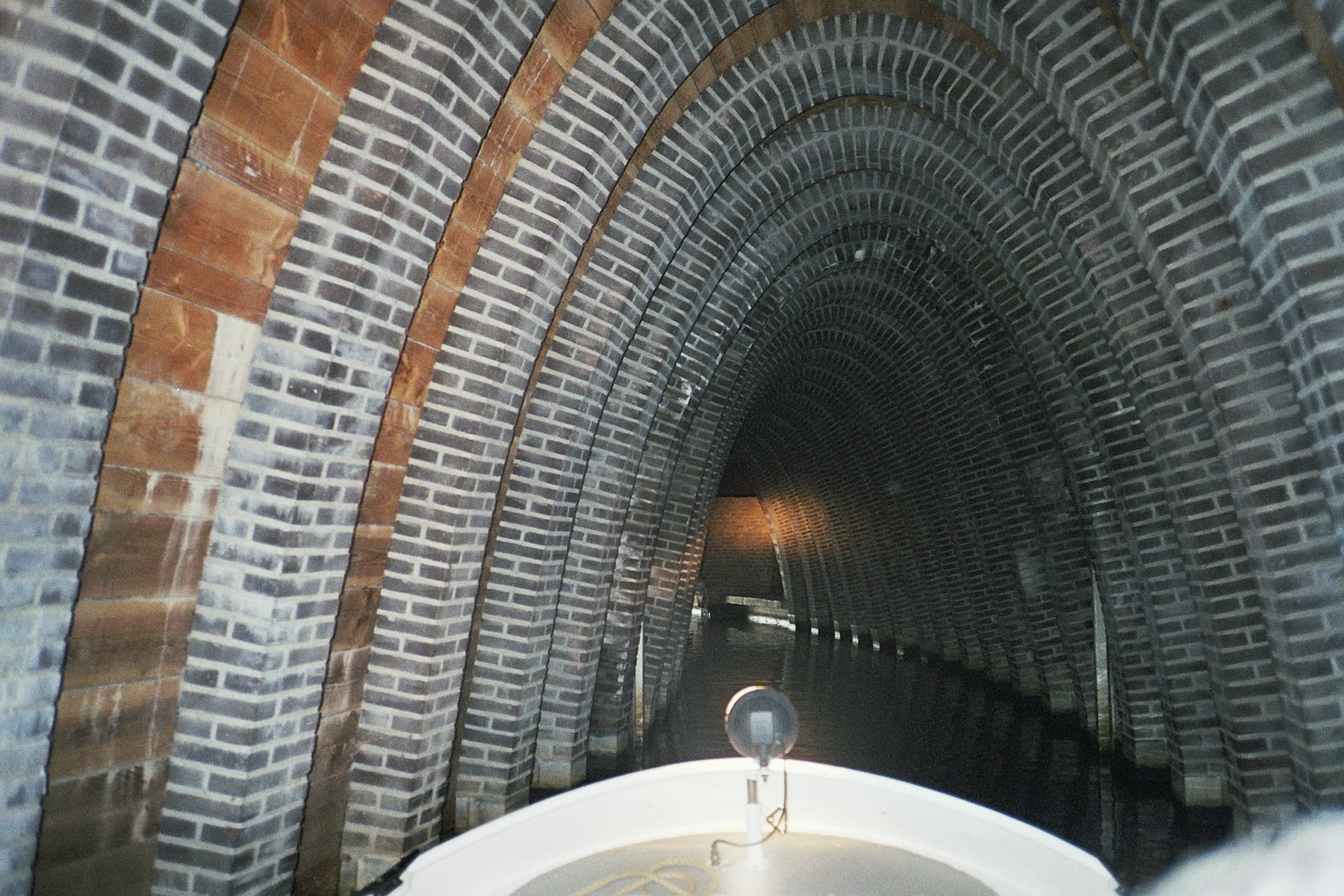
Binnendieze in 's-Hertogenbosch

Het Water In Historic City Centres (WIHCC) was een project van waterwerken in zes Europese steden.
De deelnemende zes steden waren:
- Breda, voor herstellen oude waterloop en haven
- 's-Hertogenbosch, revitaliseren van de Binnendieze
- Gent, heropenen Nederschelde en herstellen samenloop van de Leie en Schelde (zie het artikel Samenvloeiing van de Leie en de Schelde)
- Mechelen, heropenen waterloop de Melaan en het herontwikkelen van het publieke domein
- Limerick, restaureren van het Park Canal tussen de universiteit en het stadscentrum
- Chester, nieuwe openbare ruimte langs de River Dee om de historische relatie met het stadscentrum te versterken

Het project startte in november 2003 en is op 30 november 2007 met een slotmanifestatie in Breda afgerond.
Het doel was om ervaringen uit te wisselen op het gebied van water. De zes steden hadden een voorbeeldproject en ontvingen subsidie van de EU.